# Bocage de Notre-Dame-des-Landes
Cet article possède un paronyme, voir Bocage (homonymie).
Le bocage de Notre-Dame-des-Landes est un site naturel situé sur les communes de Notre-Dame-des-Landes et de Fay-de-Bretagne, dans le département de la Loire-Atlantique.

## Classement
Le bocage de Notre-Dame-des-Landes fait partie de la zone naturelle d’intérêt écologique, faunistique et floristique Bois, landes et bocage au Sud-Ouest de Notre Dame-des-Landes.

## Description
L'ensemble de la ZNIEFF est constitué de landes humides, de forêt caducifoliée, de prairies humides (mégaphorbiaies) et de prairies mésophiles.

## Flore
Le site compte des espèces rares et protégées déterminantes pour le classement du site:
- les carex  Carex binervis, Carex pairae et Carex echinata ;
- la callune ;
- des orchidées : l'orchis brûlé, l'orchis grenouille et l'orchis à fleurs lâches ;
- l'ache inondée.

## Faune

### Amphibiens
Le triton marbré, le triton palmé et le triton alpestre sont présents sur le site.

### Mammifères
Plusieurs espèces de chauve-souris : la barbastelle d'Europe, le murin de Daubenton, le murin à oreilles échancrées, le vespertilion à moustaches, la pipistrelle de Nathusius.

### Oiseaux
Le site est fréquenté par le loriot d'Europe et le martin-pêcheur d'Europe.

## Menace sur le site
Une partie du site était menacée dans les années 2010 par le projet d'aéroport du Grand Ouest, lequel était localisé sur la partie sud de la commune de Notre-Dame-des-Landes.